# From Hell
From Hell és un còmic escrit per Alan Moore i dibuixat per Eddie Campbell publicat per entregues entre 1989 i 1996. Tracta sobre la història que envolta Jack l'Esbudellador. L'obra ha estat premiada al Festival del Còmic d'Angulema i guardonada amb diversos Premis Eisner i Harvey.

## Argument
Albert Víctor del Regne Unit té un fill amb una dependenta i cal tapar l'escàndol. Per això la reina encarrega el seu metge de confiança, William Gull, que assassini la mare i les seves amigues, que són prostitutes. Mentre comet els crims, Gull té una sèrie de visions transcendents. Mentrestant, la policia comença a investigar els assassinats, que han commocionat l'opinió pública per la seva brutalitat. Per poder demostrar eficàcia, es troba un cap de turc, un jove professor i advocat, de qui diuen que s'ha suïcidat per penediment. Els qui saben la veritat són subornats per mantenir el secret. Gull, finalment reclòs en un psiquiàtric perquè no parli, té novament al·lucinacions on viatja en el temps per connectar amb l'esperit d'altres assassins en sèrie abans de morir.

## Premis i reconeixements
- Premi Eisner al millor guió (1995, 1996 i 1997).
- Premi Eisner a la millor reimpressió d'una novela gràfica (2000).
- Premi de la crítica en el Saló del Còmic d'Angouleme (2001).
- Premi Harvey al millor còmic serialitzat (1993).
- Premi Harvey a la millor sèrie limitada (1995).
- Premi Harvey al millor guió (1995 i 1996).
- Premi Harvey a la millor novela gràfica amb material ja publicat (2000).
- Nominat al premi a la millor obra estrangera en el Saló del Còmic de Barcelona (2001).